# Gouvernement Laval VI
Pour les articles homonymes, voir Gouvernement Pierre Laval.
18 avril 1942 – 20 août 1944
Entités précédentes :
- Gouvernement Darlan

Entités suivantes :
- Commission gouvernementale de Sigmaringen (en exil)
- Gouvernement de Gaulle I (sur le territoire)

Le sixième gouvernement Pierre Laval est le quatrième et dernier gouvernement du régime de Vichy en France, constitué par Philippe Pétain. Il succède au gouvernement François Darlan le 18 avril 1942, lors du rappel de Pierre Laval  et se termine le 19 août 1944, par décision de  Pétain à la veille d'être emmené par les Allemands de Vichy à Belfort, ce qui met fin au régime de Vichy. Subsistera encore quelques mois en Allemagne la commission gouvernementale de Sigmaringen.

## Contexte
Après deux ans passés à la tête du régime de Vichy, le gouvernement de l'amiral Darlan est impopulaire, victime du marché de dupes des Allemands. Darlan a engagé davantage les forces de Vichy dans une collaboration élargie avec l'Allemagne étant pour lui la moins mauvaise solution, leur cédant beaucoup : livraison de bases navales à Bizerte et Dakar, d'une base aérienne à Alep en Syrie, des véhicules, de l'artillerie et des munitions en Afrique du Nord, de la Tunisie, sans compter la livraison d'armes aux Irakiens.  
En échange, Darlan demande une contrepartie aux Allemands (réduction des contraintes de l'armistice : libération des prisonniers français, disparition de la ligne de démarcation et du mazout pour la flotte française), ce qui les irrite. 
Le 9 mars 1942, Hitler a signé le décret dotant la France d'un « chef supérieur de la SS et de la Police » (HSSPf) chargé d'organiser la  « Solution finale » après la conférence de Wannsee avec la Police française. Les Allemands exigent alors le retour de Pierre Laval au pouvoir, et en attendant, ils rompent tout contact. 

## Évènements
Pétain remplace François Darlan par Pierre Laval le 18 avril 1942. Darlan reste le successeur désigné du chef de l’État et devient commandant en chef de l'armée de Vichy.  
René Bousquet devient secrétaire général à la Police, membre du gouvernement. 
Le retour au pouvoir de Laval coïncide avec la mise en place par les Allemands du plan de déportation des Juifs. Une ordonnance allemande rend obligatoire le port de l'étoile jaune en zone occupée à partir du 7 juin 1942. Le prédécesseur de Laval, Darlan, s'était opposé à cette mesure en zone libre en mettant en avant l'opinion publique. 
La période couverte par ce gouvernement correspond, à quelques mois près, au début des défaites allemandes — débarquement allié en Afrique du Nord qui conduit à l'occupation de la zone libre par la Werhmarcht et au sabordage de la flotte française à Toulon (novembre 1942), le ralliement de l'Empire à la France libre, la défaite de Stalingrad (février 1943) et début du recul permanent sur le front de l'Est, la campagne d'Italie, et le début de la reconquête allié du continent européen — jusqu'à la Libération de la France (août 1944).
Il est marqué par une collaboration accrue, la création de la Milice et à partir de fin 1943-début 1944, l'entrée au gouvernement des collaborationnistes ultras.

### Chronologie
1942
- 5 mai 1942 : les Britanniques débarquent à Diégo-Suarez (Madagascar), les combats avec les forces vichystes cesseront le 8 novembre.

- 2 juillet 1942 : Bousquet et Carl Oberg, chef supérieur de la SS et de la Police pour la France, signent des accords de collaboration policière.

- 16 et 17 juillet 1942 : la police vichyste organise la rafle du Vel' d'Hiv.
- 26 août 1942 : rafle en zone libre.

- 19 août 1942 : les Alliés lancent l'opération Jubilée sur la plage de Dieppe pour tester les défenses allemandes.

- 3 novembre 1942 : le maréchal Rommel est vaincu à la bataille d'El-Alamein, ce qui arrête l'avance italo-allemande vers le canal de Suez et sonne la retraite de l'Afrikakorps vers la Tunisie.

- 8 novembre 1942 : les Alliés lancent le débarquement en Algérie et au Maroc (opération Torch).

- 11 novembre 1942 : la Wehrmacht envahit la zone sud, non occupée, et occupe Tunis et Bizerte, sans combats.

- 19 novembre 1942 : l'Armée d'Afrique reprend le combat contre les Allemands en Tunisie, à Medjez el-Bab.

- 27 novembre 1942 : devant l'avancée allemande, la flotte française se saborde à Toulon et l'Armée de l'armistice se dissout.

- 7 décembre 1942 : l'Afrique-Occidentale française se rallie à la France libre

- 24 décembre 1942 : l'amiral François Darlan est assassiné à Alger par le jeune monarchiste Fernand Bonnier de La Chapelle.

1943
- 30 janvier 1943 : Laval crée la Milice française.

- février 1943 : les troupes allemandes sont encerclées à Stalingrad.

- mars 1943 : la Guyane française se rallie aux Alliés.

- 13 mai, les forces de l'Axe capitulent en Tunisie.

- 24 mai 1943 : le premier milicien vichyste est tué par la Résistance intérieure française.

- 31 mai 1943 : l'escadre française immobilisée à Alexandrie se rallie aux Forces navales françaises d'Afrique.

- 15 juillet 1943 : les Antilles françaises se rallient à la France libre.

- 5 octobre 1943 : la Corse devient la première région française métropolitaine libérée par l'Armée française de la Libération avec l'assistance des Maquis corses et la complicité des Forces armées italiennes d'occupation.

1944
- 1er janvier 1944 : Darnand est nommé secrétaire général au Maintien de l'ordre.

- 6 juin 1944 (D-Day) : les Alliés débarquent en Normandie, début de la bataille homonyme).

- 15 août 1944 : les Alliés débarquent en Provence et progressent hors de Normandie vers Paris, la libération de la France s'accélère.

## Fin du dernier gouvernement de Vichy
Le jeudi 17 août 1944, Pierre Laval, chef du gouvernement et ministre des Affaires étrangères, tient à Paris son dernier conseil de gouvernement avec cinq ministres. Les Allemands ont accepté de réunir l'ancienne Assemblée nationale . Mais les collaborationnistes ultras, Marcel Déat et Fernand de Brinon protestent auprès des Allemands qui changent d'avis : ils emmènent Laval à Belfort ainsi que des restes de son gouvernement « pour assurer sa sécurité légitime » et arrêtent Édouard Herriot. Les Allemands veulent maintenir un « gouvernement français » avec l'espoir de stabiliser le front dans l'est de la France et dans le cas d'une éventuelle reconquête. Le même jeudi, à Vichy, Cecil von Renthe-Fink, ministre délégué allemand, demande à Pétain d'aller en zone Nord, mais celui-ci refuse  et demande une formulation écrite de cette exigence. Le vendredi 18, Cecil von Renthe-Fink renouvelle sa requête par deux fois. 
Le samedi 19, à 11 h 30, il revient à l'hôtel du Parc, résidence du Maréchal à Vichy, accompagné du général von Neubroon qui indique qu'il a des « ordres formels de Berlin ». Le texte écrit est soumis à Pétain : « Le gouvernement du Reich donne instruction d’opérer le transfert du chef de l’État, même contre sa volonté. » Devant le refus renouvelé du maréchal, les Allemands menacent de faire intervenir la Wehrmacht pour bombarder Vichy. Après avoir pris à témoin l'ambassadeur de Suisse, Walter Stucki, du chantage dont il est l’objet, Pétain se soumet et met fin au gouvernement de Laval.  
Le dimanche 20 août 1944, les Allemands emmènent le maréchal Pétain, contre son gré, de Vichy au château de Morvillars à côté de Belfort,, mettant fin de fait au régime de Vichy qui subsistera toutefois encore quelques mois de jure en Allemagne avec la commission gouvernementale de Sigmaringen.

## Composition du gouvernement
| Portefeuille                                                                                                   | Titulaire | Titulaire                   | Parti |
| --- | --------- | --------------------------- | ----- |
| Chef de l'État Français, président du Conseil                                                                  |           | Philippe Pétain             | SE    |
| Ministres |           |                             |       |
| Chef du gouvernement, ministre des Affaires étrangères, ministre de l'Intérieur et ministre de l'Information   |           | Pierre Laval                | DVD   |
| Ministre de la Guerre                                                                                          |           | Eugène Bridoux              | SE    |
| Ministre des Finances et de l'Économie nationale                                                               |           | Pierre Cathala              | RI    |
| Ministre de la Production Industrielle                                                                         |           | Jean Bichelonne             | SE    |
| Ministre du Travail                                                                                            |           | Hubert Lagardelle           | DXD   |
| Ministre de la Justice                                                                                         |           | Joseph Barthélemy           | AD    |
| Ministre de la Marine                                                                                          |           | Gabriel Auphan              | SE    |
| Ministre de l'Air                                                                                              |           | Jean-François Jannekeyn     | SE    |
| Ministre de l'Éducation nationale                                                                              |           | Abel Bonnard                | PPF   |
| Ministre de l'Agriculture                                                                                      |           | Jacques Le Roy Ladurie      | DXD   |
| Ministre du Ravitaillement                                                                                     |           | Max Bonnafous               | DVG   |
| Ministre des Colonies                                                                                          |           | Jules Brévié                | SE    |
| Ministre de la Famille et de la Santé                                                                          |           | Raymond Grasset             | PRRRS |
| Ministre des Communications                                                                                    |           | Robert Gibrat               | SE    |
| Ministre d'État                                                                                                |           | Lucien Romier               | AD    |
| Délégué général du gouvernement dans les territoires occupés, Secrétaire d'État auprès du chef du gouvernement |           | Fernand de Brinon           | SE    |
| Secrétaire général à la Police                                                                                 |           | René Bousquet               | DVG   |
| Secrétaire général du gouvernement                                                                             |           | Jacques Guérard             | SE    |
| Secrétaire d'État à l'Information                                                                              |           | Paul Marion                 | PPF   |
| Secrétaire général à l'Administration du ministère de l'Intérieur                                              |           | Georges Hilaire             | SE    |
| Commissaire général au Sport                                                                                   |           | Joseph Pascot               | SE    |
| Secrétaire général à la Santé (jusqu'au 17 décembre 1943)                                                      |           | Louis Aublant               | SE    |
| Secrétaire général au Ravitaillement                                                                           |           | Jacques Billiet             | SE    |
| Secrétaire général à la Justice                                                                                |           | Georges Dayras              | SE    |
| Secrétaire général aux Finances publiques (jusqu'au 1er mai 1943)                                              |           | Henri Deroy                 | SE    |
| Secrétaire général aux Questions économiques (jusqu'au 16 juin 1942)                                           |           | Jean Filippi                | PRRRS |
| Secrétaire général des Beaux-Arts                                                                              |           | Louis Hautecœur             | SE    |
| Secrétaire général à la Jeunesse (jusqu'au 24 mars 1943)                                                       |           | Georges Lamirand            | SE    |
| Commissaire général des Chantiers de jeunesse                                                                  |           | Joseph de La Porte du Theil | SE    |
| Secrétaire général du chef de l'État (jusqu'au 15 juin 1942)                                                   |           | Auguste Laure               | SE    |
| Secrétaire général à la Famille                                                                                |           | Philippe Renaudin           | SE    |
| Secrétaire général aux Affaires étrangères                                                                     |           | Charles Rochat              | SE    |
| Secrétaire général aux Travaux publics et Transports                                                           |           | Maurice Schwartz            | SE    |
| Secrétaire général à la Police                                                                                 |           | Adolphe Terracher           | SE    |
| Secrétaire général au Travail et à la Main-d'œuvre (jusqu'en juin 1942)                                        |           | Jean Terray                 | SE    |
| Commissaire général aux questions juives (jusqu'au 5 mai 1942)                                                 |           | Xavier Vallat               | FR    |

## Remaniements
- 27 avril 1942 :
  - Secrétaire général au ministère de l'Agriculture : Luce Prault jusqu'au 6 juin 1942 et du 15 novembre 1943 au juin 1944
- 6 mai 1942 :
  - Commissaire général aux Questions juives : Louis Darquier de Pellepoix jusqu'au 26 février 1944
- 6 juin 1942 :
  - Secrétaire général à la Consommation : Jacques Billiet jusqu'au 15 novembre 1943
  - Secrétaire général à la Production agricole : Armand Gay jusqu'en décembre 1943
  - Secrétaire général aux Questions paysannes et à l'Équipement rural : Luce Prault jusqu'au 15 novembre 1943
- 15 juin 1942 :
  - Secrétaire général auprès du chef de l'État : Jean Jardel jusqu'en janvier 1944
- 17 août 1942 :
  - Secrétaire général à l'Industrie et au Commerce intérieur : René Norguet jusqu'au 20 janvier 1943
- 11 septembre 1942 :
  - Ministre de l'Agriculture, restant aussi ministre du Ravitaillement : Max Bonnafous succède à Jacques Le Roy Ladurie.
- 18 novembre 1942 :
  - Ministre de la Marine : Jean-Charles Abrial succède à Gabriel Auphan.
  - Ministre de la Communication, conservant par ailleurs son poste de ministre de la Production industrielle : Jean Bichelonne succède à Robert Gibrat
- 20 janvier 1943 :
  - Secrétaire général à la Production industrielle : René Norguet jusqu'en février 1944
- 24 mars 1943:
  - Secrétaire général à la Jeunesse : Félix Olivier-Martin succède à Georges Lamirand.
- 26 mars 1943 :
  - Ministre de la Justice : Maurice Gabolde succède à Joseph Barthélemy
  - Ministre de la Marine : Henri Bléhaut succède à Jean-Charles Abrial et à Jules Brévié comme ministre des Colonies.
- mai 1943 :
  - Secrétaire général pour les Affaires économiques : Henri Zaffreya
- 21 novembre 1943 :
- Ministre du Travail : Jean Bichelonne succède à Hubert Lagardelle et reste par ailleurs ministre de la Production industrielle et de la Communication.
- 31 décembre 1943 :
  - Le ministre d'État Jean Romier démissionne du gouvernement.
  - Secrétaire général à la Jeunesse transformé en commissaire général à la Jeunesse : Maurice Gaït succède à Félix Olivier-Martin.
- 1er janvier 1944 :
  - Secrétaire-général au Maintien de l’ordre : Joseph Darnand[16] jusqu'au 13 juin 1944.
- 6 janvier 1944 :
  - Ministre de l'Agriculture et du Ravitaillement : Pierre Cathala succède à Max Bonnafous et reste par ailleurs ministre des Finances et de l'Économie nationale.
  - Secrétaire d'État auprès du chef du gouvernement : Paul Marion
  - Secrétaire d'État à l'Intérieur : Antoine Lemoine jusqu'au 13 juin 1944
  - Secrétaire d'État à l'Information et à la Propagande : Philippe Henriot[16] jusqu'au 28 juin 1944
- 26 février 1944 :
  - Commissaire général aux Questions juives : Charles du Paty de Clam, jusqu'en mai 1944
- 3 mars 1944 :
  - Le ministère du Ravitaillement est aboli. Pierre Cathala reste ministre des Finances, de l'Économie nationale et de l'Agriculture.
  - Secrétaire d'État au Ravitaillement : François Chasseigne jusqu'au 17 août 1944
- 16 mars 1944 :
  - Ministre du Travail et de la Solidarité Nationale : Marcel Déat succède à Jean Bichelonne qui reste ministre de la Production industrielle et des Communications.
  - Secrétaire général aux Beaux-Arts : Georges Hilaire
- 14 juin 1944 :
  - Secrétaire d’État à l’Intérieur : Joseph Darnand
  - Commissariat général aux questions juives : Joseph Antignac